# Mia Khalifa
Mia Khalifa, (arabiska: ميا خليفة) född 10 februari 1993 i Beirut och även känd som Mia Callista, är en libanesisk-amerikansk mediepersonlighet och webbkameramodell. Under ett antal månader 2014–2015 var hon verksam som porrskådespelare.
Khalifa flyttade med sin familj till USA när hon knappt var 8 år gammal (2001). Hon började uppträda i porrbranschen i oktober 2014. I december 2014 låg Khalifa på förstaplatsen på den populära pornografiska videogemenskapen Pornhub, som efterföljare till Lisa Ann.
Hennes pornografiska karriär skapade starka reaktioner i Mellanöstern – särskilt en video där hon utförde sexuella handlingar medan hon bar en islamisk hijab. Efter tre månader lämnade Khalifa porrindustrin, och hon har därefter övergått till en karriär som en sociala medier-personlighet, som webbkameramodell och som sportkommentator.

## Biografi

### Uppväxt
Mia Khalifa föddes den 10 februari 1993 i Beirut i Libanon. Hon och hennes familj lämnade sitt hem och flyttade till USA i januari 2001, på grund av den pågående konflikten i södra Libanon. Hennes familj är katoliker. Hon uppfostrades i denna tro i vad hon beskriver som "ett mycket konservativt hem", men hon är inte längre en praktiserande katolik. Khalifa gick i en fransk privatskola i Beirut där hon även lärde sig engelska. Efter ankomsten till USA bodde hon i Montgomery County i Maryland, och hon spelade  under high school-tiden lacrosse. Khalifa har beskrivit hur hon blev mobbad som "den mörkaste och konstigaste tjejen i skolan", något som förvärrades efter 11-september-attackerna.
Khalifa fortsatte sedan skolan i Massanutten Military Academy, och flyttade därefter till Texas för att gå på college. Hon tog examen vid University of Texas at El Paso, med en Bachelor of Arts i historia.

### Pornografisk karriär
När Khalifa gick på college arbetade hon extra som bartender och fick dessutom några modelluppdrag. Hon var också "portföljflicka" (att likna vid en statist) i ett lokalt spanskspråkigt TV-program liknande Deal or No Deal. Efter att ha tagit examen flyttade hon till Miami, enligt egen uppgift lockad av ryktet om skickliga plastikkirurger; efter en kraftig viktnedgång hade hennes naturliga bröst mer eller mindre försvunnit. Några veckor efter bröstforstoringen, i oktober 2014, blev hon iakttagen i bikini nära stranden, "scoutad" och given ett visitkort från en firma som sökte efter glamourmodeller. Hon googlade företaget (Bang Bros), upptäckte att de sysslade med pornografi men bestämde sig ändå två veckor senare för att söka upp företaget. Efter en rundvandring på firman, där många av de anställda var kvinnor, bestämde Khalifa sig för att trots allt anta anbudet. Hon gjorde under året även inspelningar med flera andra bolag i branschen.
Hon blev runt årsskiftet 2014-2015 vida känd efter en scen inspelad av Bang Bros, och där hon bar en hijab under det att hon genomförde en trekant. Denna scen blev mycket populär, samtidigt som den blev kritiserad av bland annat religiösa grupper. Producenten av filmen sa att "Vi försökte inte exploatera Khalifas etnicitet. Vi ville omfamna den. Ingen kunde ha anat att det skulle bli så negativa reaktioner." Alex Hawkins, vice marknadschef för videogemenskapen XHamster, sa att "Det raseri som den orsakade i Arabvärlden var lite som en "Streisand-effekt". Plötsligt var alla intresserade av henne. Varje försök att censurera henne gjorde att hon fanns överallt. Med mer än 1,5 miljoner visningar blev den då 22 år gamla Khalifa den mest efterfrågade skådespelerskan på den välkända porrsajten Pornhub. Den 28 december 2014 meddelade Pornhub att hon var rankad som nummer ett i popularitet hos dem.
I anslutning till detta mottog hon direkta dödshot, bland annat en manipulerad bild av en ISIL-bödel som förberedde sig för att halshugga henne. Hon fick meddelanden som varnade henne för att hon skulle hamna i helvetet, till vilket hon svarade "Jag hade tänkt jag skulle bli lite solbränd". Libanesiska nyhetsmedier skrev kritiska artiklar om Khalifa, vilket hon tyckte var trivialt jämfört med många andra händelser i regionen.
I en intervju med The Washington Post sa Khalifa att den kontroversiella videoscenen var satirisk, och hon hävdade att Hollywood-filmer framställer muslimer i mycket mer negativ dager än vad någon pornografiproducent lyckats med. Bland dem som offentligt försvarade hennes rätt att delta i pornografisk film var den brittisk-libanesiske författaren Nasri Atallah, som sa att "Den moraliska indignationen [...] är felaktig av två skäl. Först och främst har hon som en kvinna rätt att göra som hon vill med sin kropp. Som en kännande varelse med egen handlingskraft, som har halva världen som sin arena, så bestämmer hon över sitt eget liv och har inga förpliktelser till det land där hon råkade födas." Khalifa själv kommenterade upprördheten med att "Ingen kan ta frågan om kvinnors rättigheter i Libanon på allvar om en libanesisk-amerikansk porrstjärna som inte ens bor där kan orsaka en sådan uppståndelse. Det land som jag skrutit om som det mest västerländska och frigjorda i Mellanöstern betraktar jag nu som föråldrat och förtryckt."
Enligt uppgifter från Pornhub femfaldigades sökningarna för Khalifa från den 3 till den 6 januari 2015. Ungefär en fjärdedel av dessa sökningar kom från Libanon, men betydande mängder sökningar kom även från de närliggande länderna Syrien och Jordanien. På grund av uppståndelsen kring hennes hijab blev hon i juli 2016 rankad som femma på listan "Världens tio mest skandalomsusade porrstjärnor" i den brittiska herrtidningen Loaded. Det libanesiska bryggeriet Almaza lanserade en reklamkampanj som visade en av bryggeriets ölflaskor bredvid Khalifas märkesglasögon, med sloganen "Vi har båda artonårsgräns". I januari 2015 släppte popbandet Timeflies en låt med titeln "Mia Khalifa" som stöd och hyllning.
I januari 2015 skrev Khalifa på ett långtidskontrakt med Bang Bros ägare WGCZ (som även driver XVideos och Xnxx), i vilket hon förband sig att uppträda i flera filmer i månaden. Hon ändrade sig dock några veckor senare och bröt kontraktet. Den negativa uppmärksamhet som hon fick påverkade hennes beslut att lämna porrindustrin. "Det var en ögonöppnare för mig. Jag vill inte ha något av detta, varken det positiva eller negativa – men alltihop var negativt. Jag tänkte inte så mycket på att det påverkade min familj och mina vänner negativt." 
Khalifa var endast verksam i porrindustrin under tre månader och har kommenterat att hon lämnade branschen för att ta "ett mer normalt arbete". Hon har konstaterat att "det var en del av mitt uppror. Det var verkligen inget för mig" och att hon sedan dess försökt skärpa till sig och distansera sig från denna period. I maj 2016 uppträdde dock Khalifa fortfarande som webbkameramodell, och tidigt 2022 har hon en aktiv betalkanal på Onlyfans marknadsfört via hennes Twitter-konto med 4,2 miljoner följare. Hon hade samtidigt 27 miljoner följare på Instagram.
I januari 2017 rapporterade XHamster att Khalifa var den mest sökta porraktören under 2016.

### Senare karriär
Efter att ha lämnat porrbranschen arbetade Khalifa som advokatassistent och bokföringsassistent. Hon övergick till en karriär som personlighet på sociala medier, som webbkameramodell och som sportkommentator. Hon driver en Youtube-kanal, hon sänder live på Twitch.tv och uppträder som webbkameramodell och fotomodell. Tillsammans med Gilbert Arenas var hon värd för Out of Bounds, ett dagligt sportprogram på Compex News' Youtube-kanal, från oktober 2017 till februari 2018. Tillsammans med Tyler Coe var hon värd för den andra säsongen av Sportsball på RoosterTeeth som startade den 16 juli 2018.
I november 2016 framfördes via en namninsamling på nätet en petition att Khalifa skulle utses av president Donald Trump till nästa USA-ambassadör i Saudiarabien. I Saudiarabien är all form av pornografi förbjuden, och kvinnans ställning i samhället är omskuren med en mängd restriktioner.

## Privatliv och övrigt
Under sin pornografiska karriär bodde Khalifa i Miami i Florida, men hon flyttade sedan tillbaka till Texas.
Khalifa gifte sig med sin ungdomskärlek i februari 2011. De separerade 2014 och skilde sig 2016. 2019–2021 var hon gift med Robert Sandberg, svensk stjärnkock som hon blev bekant med 2018, via Internet. Detta var under hans tid som kock på Guide Michelin-restaurangen Kong Hans Kælder i Köpenhamn.
Khalifa har sagt att hennes föräldrar har slutat tala med henne på grund av hennes karriärval. I ett uttalande tog hennes föräldrar avstånd från hennes handlingar. De sa att hennes beslut att gå in i porrindustrin påverkades av hennes hemvist i ett främmande land med en annan kultur än deras, och att hennes handlingar inte speglade hennes uppfostran. De sa också att de hoppades att hon skulle lämna pornografibranschen, och att hennes framtoning inte hedrade hennes familj eller hennes hemland.
När Khalifa var på en NHL-match under 2018 års Stanley Cup blev hon träffad i sitt vänstra bröst av en förlupen puck, varvid hennes bröstimplantat brast och fick åtgärdas kirurgiskt.